# ویکتور اوزهیانوونا
ویکتور اوزهیانوونا (انگلیسی: Victor Ozhianvuna؛ زادهٔ ۱۰ ژانویهٔ ۲۰۰۹) بازیکن فوتبال اهل جمهوری ایرلند است که در حال حاضر برای شامروک روورز در پست هافبک بازی می‌کند.
وی همچنین در تیم‌های ملی فوتبال زیر ۱۶ سال و زیر ۱۷ سال جمهوری ایرلند بازی کرده است.

## دوران باشگاهی

### دوران جوانان
اوژهیانوونا که در تالا از پدر و مادری روس و نیجریه‌ای به دنیا آمد، فوتبال را در آکادمی شامروک روفرز، از باشگاه‌های محلی لیگ ایرلند، آغاز کرد. در مه ۲۰۲۲، او در ترکیب تیمی حضور داشت که موفق شد در فینال جام ملی زیر ۱۳ سال، میدل‌تون را با نتیجه ۱–۰ در ورزشگاه ترنرز کراس شکست دهد.

### شامروک روفرز
در ۱۷ ژانویهٔ ۲۰۲۵، اوژهیانوونا نخستین بازی خود را در رده بزرگسالان برای شامروک روفرز انجام داد؛ او در نیمه دوم بازی از روی نیمکت وارد زمین شد و تیمش با نتیجه ۴–۰ مقابل باشگاه اشر سلتیک در رقابت‌های جام لینستر به پیروزی رسید. او در ۱۶ فوریه ۲۰۲۵ نخستین بازی خود در لیگ را انجام داد؛ در جریان شکست ۱–۰ تیمش در دربی دوبلین مقابل بوهیمیان، در دقیقه ۶۹ به‌جای دنیل کلیری وارد زمین شد. این مسابقه در برابر رکوردشکن‌ترین جمعیت لیگ برتر فوتبال ایرلند، با حضور ۳۳٬۲۰۸ نفر در ورزشگاه آویوا برگزار شد. در ۲۰ فوریهٔ ۲۰۲۵، او اولین بازی اروپایی خود را انجام داد؛ او در دقیقه ۱۰۵ از بازی برگشت مرحله پلی‌آف لیگ کنفرانس اروپا مقابل مولده، به جای جاش هانوهان وارد زمین شد. شامروک در این مسابقه در ضربات پنالتی شکست خورد. در آوریل ۲۰۲۵، گزارش شد که اوژهیانوونا ممکن است با آرسنال قرارداد پیش‌قراردادی امضا کند تا در ژانویه ۲۰۲۷، پس از رسیدن به سن ۱۸ سالگی، به این باشگاه بپیوندد. او در ۱۸ ژوئیه نخستین گل دوران حرفه‌ای‌اش را به ثمر رساند و گل اول تیمش را در پیروزی ۴–۰ مقابل وکسفورد در جام حذفی ایرلند به ثمر رساند. این دیدار در ورزشگاه تالا برگزار شد.

## دوران ملی
در نوامبر ۲۰۲۳، او برای نخستین بار به تیم ملی زیر ۱۵ سال جمهوری ایرلند دعوت شد تا در تورنمنت توسعه‌ای یوفا در صربستان شرکت کند. او در ۲۱ نوامبر ۲۰۲۳ در پیروزی ۳–۱ مقابل یونان زیر ۱۵ سال، نخستین بازی ملی خود را انجام داد. در ۲۶ نوامبر ۲۰۲۳، او نخستین گل ملی‌اش را در پیروزی ۳–۱ مقابل ونزوئلا زیر ۱۵ سال به ثمر رساند و به قهرمانی تیم در این تورنمنت کمک کرد. در مارس ۲۰۲۵، او برای نخستین بار به اردوی تیم ملی زیر ۱۷ سال جمهوری ایرلند دعوت شد. اوژهیانوونا در ۲۵ مارس ۲۰۲۵ در جریان پیروزی ۵–۰ برابر ایسلند زیر ۱۷ سال، نخستین بازی‌اش را برای این تیم انجام داد.